# Robert Fox (Produzent)
Robert Michael John Fox (* 25. März 1952 in Cuckfield, Essex) ist ein britischer Film- und Theaterproduzent.

## Leben
Robert Fox wuchs als drittes Kind des Theateragenten Robin Fox mit der Schauspielerin Angela Worthington auf. Nach dem Besuch der Harrow School strebte er, wie seine gesamte Familie, ein Arbeitsleben in der Kunst an. Zunächst als Schauspieler aktiv begann er als Runner für John Heyman bei World Film Services. Beim Royal Court Theatre wurde er anschließend Regieassistent. 1973 wurde er Associate Producer für Michael White Limited und arbeitete an Produktionen wie A Chorus Line, Annie und The Rocky Horror Show.
1980 gründete er Robert Fox Limited. Er produzierte zunächst im Londoner West End, später auch am Broadway. Zu seinen bekanntesten Produktionen gehörten Another Country (ab 1981), Burn This (mit John Malkovich), Arthur Millers The Ride Down Mt. Morgan und The Boy from Oz.
Er begann auch für den Film zu arbeiten, beginnend 1982 mit dem Fernsehfilm Anyone for Dennis?. 2002 produzierte er The Hours – Von Ewigkeit zu Ewigkeit von Stephen Daldry. Die Produktion brachte ihm eine Oscar-Nominierung ein. Im gleichen Jahr gewann er mit Iris einen Christopher Award.
Für seine Produktion der Fernsehserie The Crown für Netflix war er 2017 und 2018 für einen Emmy nominiert.

## Privatleben
Von 1990 bis 1992 war er mit Schauspielerin Natasha Richardson verheiratet.

## Theaterproduktionen
- 1983: Torch Song Trilogy (Albery Theatre)
- 1983: Crystal Clear (Wyndhams Theatre)
- 1985: Interpreters (Queens Theatre)
- 1986: After Aida (Old Vic Theatre)
- 1986: Corpse! (Broadway)
- 1986: The Life and Adventures of Nicholas Nickleby (Broadway)
- 1986: Chess (West End, Broadway)
- 1988: Smelling a Rat (Hampstead Theatre)
- 1990: Lettice and Loveage (Broadway)
- 1991: The Big Love (Broadway)
- 1993: The Importance of Being Earnest (Aldwych Theatre)
- 1996: Skylight (auch 2014/2015) (Broadway)
- 1996: Who’s Afraid Of Virginia Woolf? (Aldwych Theatre)
- 1998: The Judas Kiss (Broadway/Playhouse)
- 1998: Stupid Kids (Broadway)
- 1998: The Blue Room (Broadway)
- 1999: Closer (Broadway/Lyric)
- 1999: Amy’s View (Broadway/Aldwych)
- 2002: The Boy from Oz (Broadway)
- 2003: Salome: The Reading (Broadway)
- 2003: Gypsy (Broadway)
- 2005: The Pillowman (Broadway)
- 2006: The Boy from Oz: The Arena Musical (Australien)
- 2006: Zeitfenster (The Vertical Hour) (Broadway)
- 2007: Frost/Nixon (Broadway/Gieguld)
- 2009: God of Carnage (Broadway)
- 2010: Behane in Spokane (Broadway)
- 2011: Hugh Jackman, Back on Broadway (Broadway)
- 2015: The Audience (Broadway/Apollo)
- 2015: Broadway to Oz (Australien)

## Filmografie
- 1982: Anyone for Dennis? (Fernsehfilm)
- 1984: Another Country
- 1986: Gothic
- 1995: Ein Sommer am See (A Month by the Lake)
- 2001: Iris
- 2002: The Hours – Von Ewigkeit zu Ewigkeit (The Hours)
- 2004: Hautnah (Closer)
- 2006: Tagebuch eines Skandals (Notes on a Scandal)
- 2007: Abbitte (Atonement)
- 2013: Salomé
- 2018: The Happy Prince
- seit 2016: The Crown